# Tyraspol (stacja kolejowa)
Tyraspol (ros. Тирасполь, rum. Tiraspol, ukr. Тирасполь) – stacja kolejowa w Tyraspolu, w Naddniestrzu. Istnieje od 1867 roku.

## Historia
Pierwszy pociąg zawitał do Tyraspola w 1867 roku, kiedy ukończono linię kolejową z Odessy. Pod koniec tego samego roku ukończono budowę dworca w Tyraspolu. W 1870 roku linię kolejową przedłużono do Parkan, a w 1871 roku do Kiszyniowa. Położona była pomiędzy stacjami Kuczurhan i Bendery.
W kwietniu 1944 roku, podczas II wojny światowej, stacja została spalona przez wycofujące się oddziały faszystowskie. Po oswobodzeniu miasta budynek dworca był jednym z pierwszych, które odrestaurowano i przywrócono do życia.